# Vágner Silva de Souza
Vágner Silva de Souza, més conegut com a Vágner Love, (nascut a Rio de Janeiro l'11 de juny del 1984) és un futbolista professional brasiler que juga com a davanter al Palmeiras.
Va començar la seua carrera al Palmeiras, on fou de gran ajuda en la temporada del 2003 per tornar a la brasilera Série A, la primera divisió nacional. Va fitxar pel CSKA Moscou l'estiu de 2004, abans que començara la seua campanya a la Lliga de Campions, per uns 8 milions de dòlars.
Després d'un any de la seua arribada al CSKA, apareixen rumors que no volia romandre a Moscou, i es va insinuar en particular una transferència al Corinthians en nombroses ocasions. Però aquests rumors varen cessar i Vágner va mencionar diverses vegades que estava plenament compromès amb el seu contracte i volia complir-lo.
Des del 17 d'abril de 2004 ha marcat 29 gols a 73 partits, 17 d'ells en 38 partits de lliga Russa. Va marcar el gol final que va segellar la victòria per 3-1 del CSKA a la final de la Copa de la UEFA sobre el Sporting Clube de Portugal a casa de l'equip portuguès. A més d'aquesta final, també ha guanyar el títol de la Lliga Premier de Rússia i la Copa de Rússia el 2005, i la Supercopa de Rússia el 2006.
El 2009, Vagner Love retornà al Palmeiras per apuntalar la davantera, que no té un davanter de tall tècnic des de l'eixida de Keirrison.

## Clubs
| Club            | País   | Any       |
| --------------- | ------ | --------- |
| Palmeiras       | Brasil | 2002-2004 |
| CSKA Moscou     | Rússia | 2004-2009 |
| Palmeiras       | Brasil | 2009      |
| Flamengo        | Brasil | 2010      |
| CSKA Moscou     | Rússia | 2010-2012 |
| Flamengo        | Brasil | 2012-2013 |
| CSKA Moscou     | Rússia | 2013      |
| Shandong Luneng | Xina   | 2013-     |